# Ermúpoli
Ermúpoli (görög nyelven: Ερμούπολη), Ermoupolis vagy Hermoupolis város és volt település Szírosz szigetén, a görög Kükládokban. A 2011-es önkormányzati reform óta a község Syros-Ermoupoli része, amelynek székhelye és önkormányzati egysége és a dél-égei régió fővárosa.

## Története

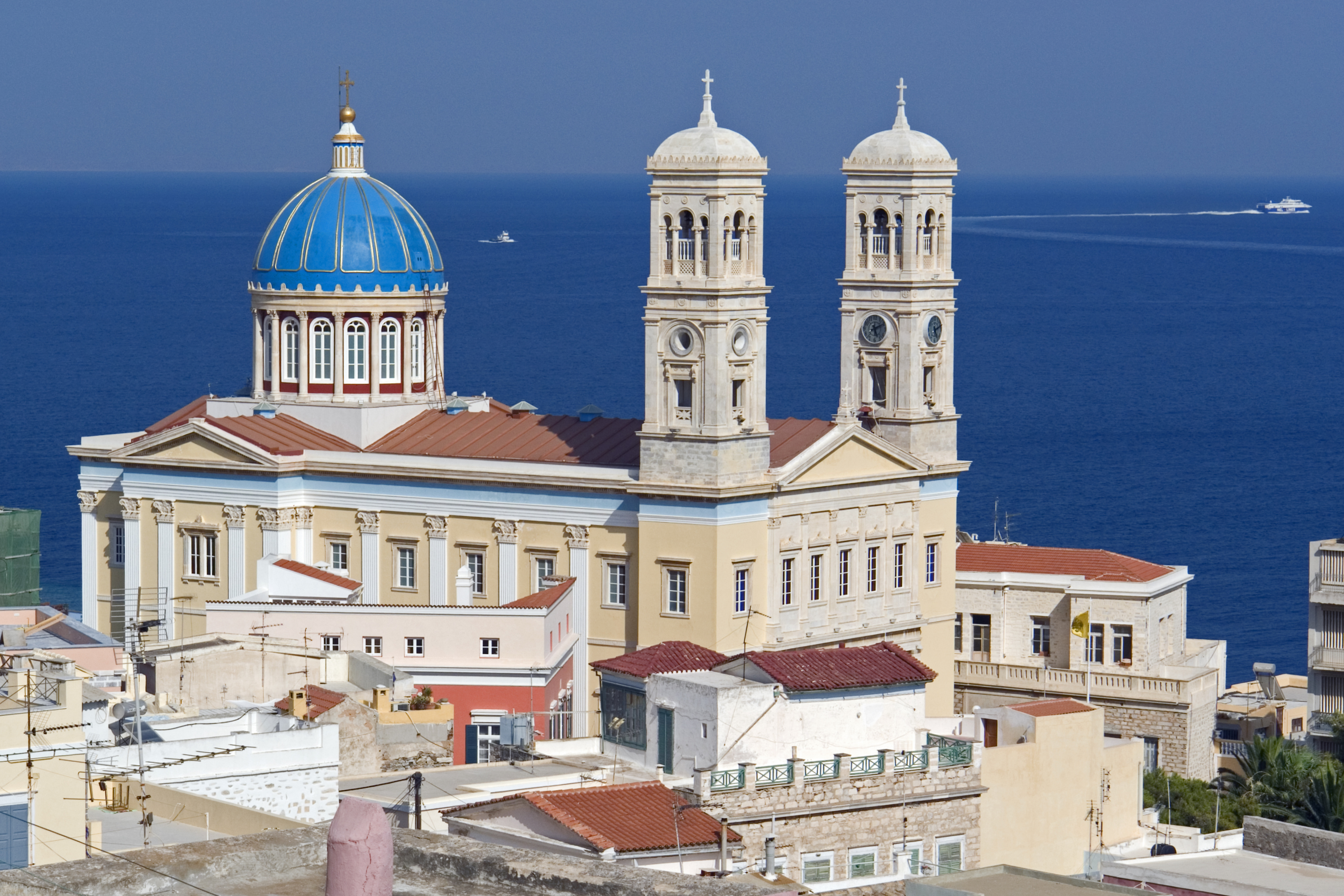
Szent Nikolaus-templom

A ma két részből álló város Ano Sirosból és Ermúpoliból áll. Az eredeti város Ano Syros 13. századi eredetű és az Ermoupoli domb mentén húzódik, az Agios Georgios-katedrális koronázza.
Az újabb városrész, Ermoupoli az 1820-as években a görög forradalom idején alakult ki a meglévő Ano Syros település kiterjesztésével, a háború miatt más görög szigetekről ide menekültekből. Ermúpoli hamarosan Görögország vezető kereskedelmi és ipari központjává, valamint fő kikötőjévé vált. 1856-ban alapították a híres görög gőzöstársaságot is. Syros hajógyáraiban több ezer hajó épült.

## Nevezetességek
- Városháza
- Kikötő
- Apollon Színház
- Agios Nikolaos-templom
- Kükladikus Művészeti Galéria
- Syros Régészeti Múzeum

## Galéria

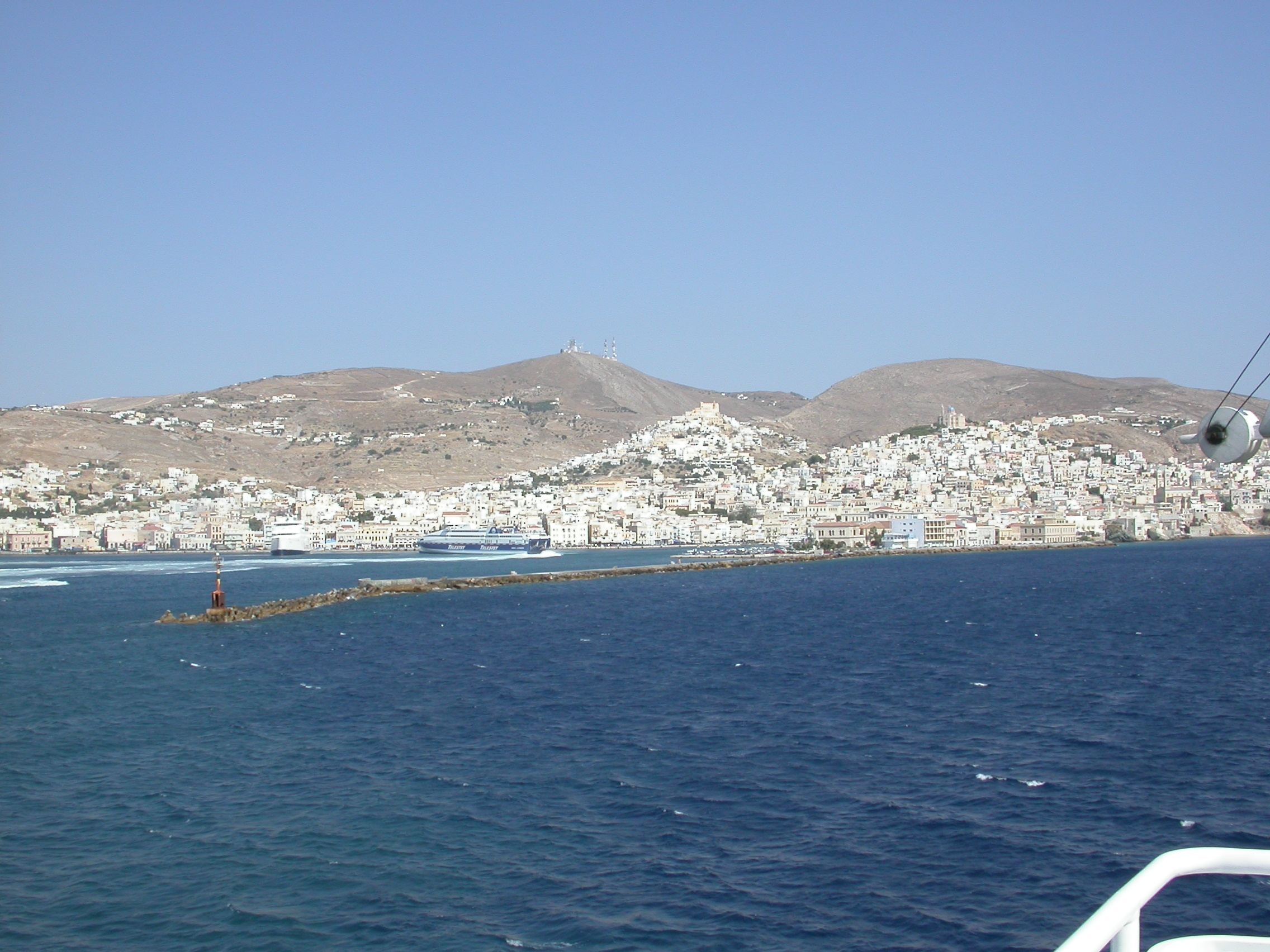
Ermúpoli látképe a tenger felől
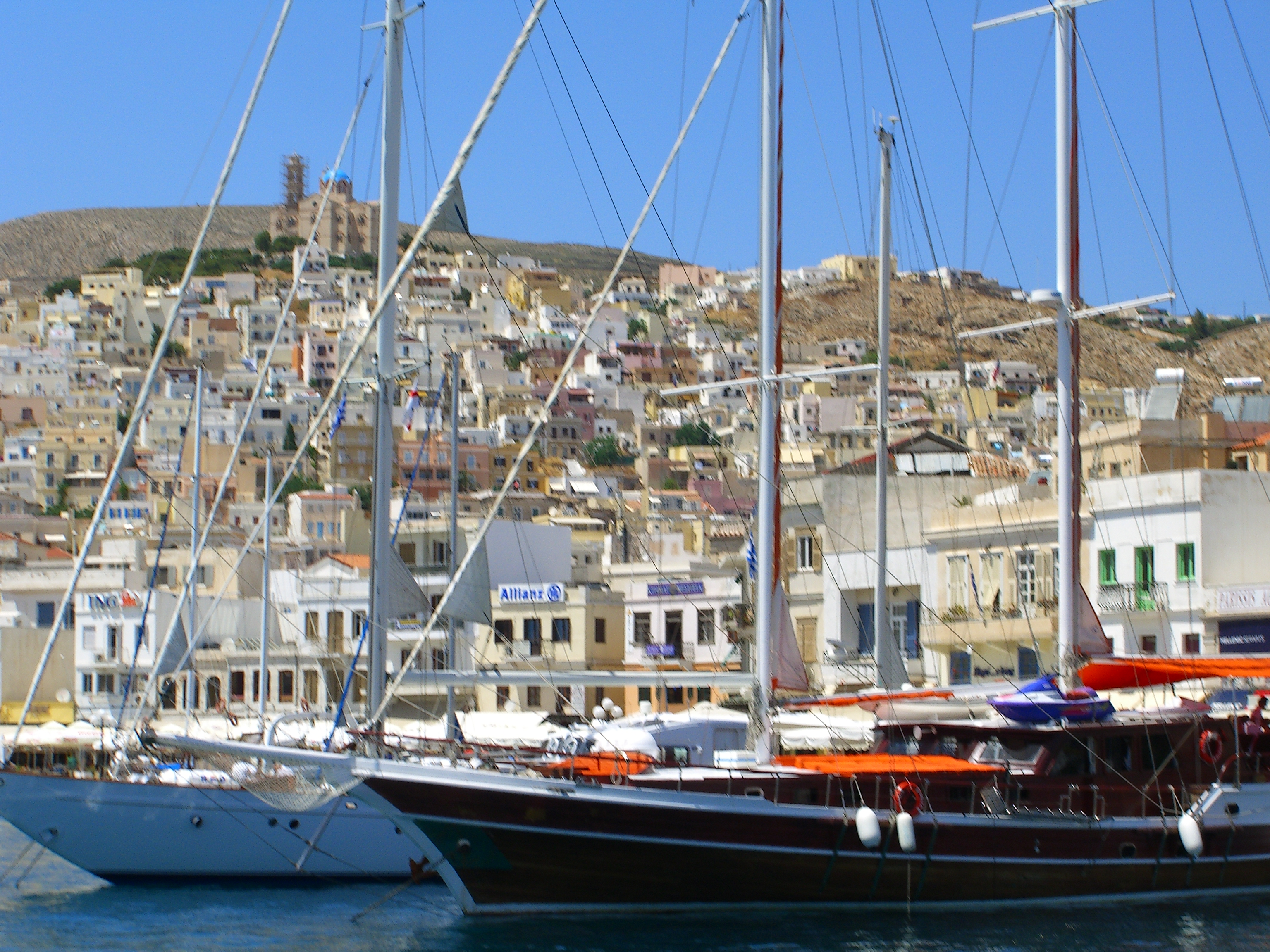
Kikötő
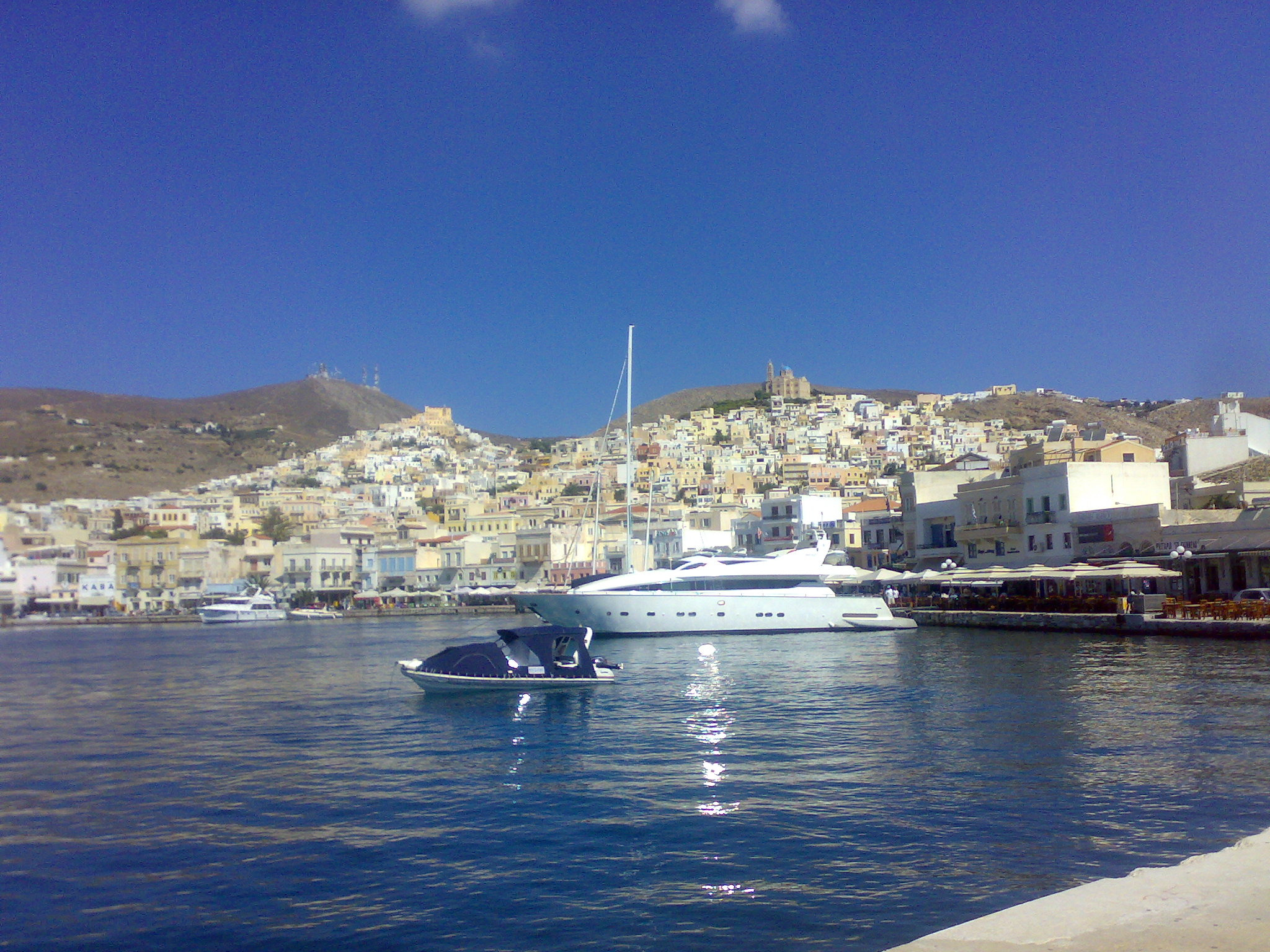
A kikötő
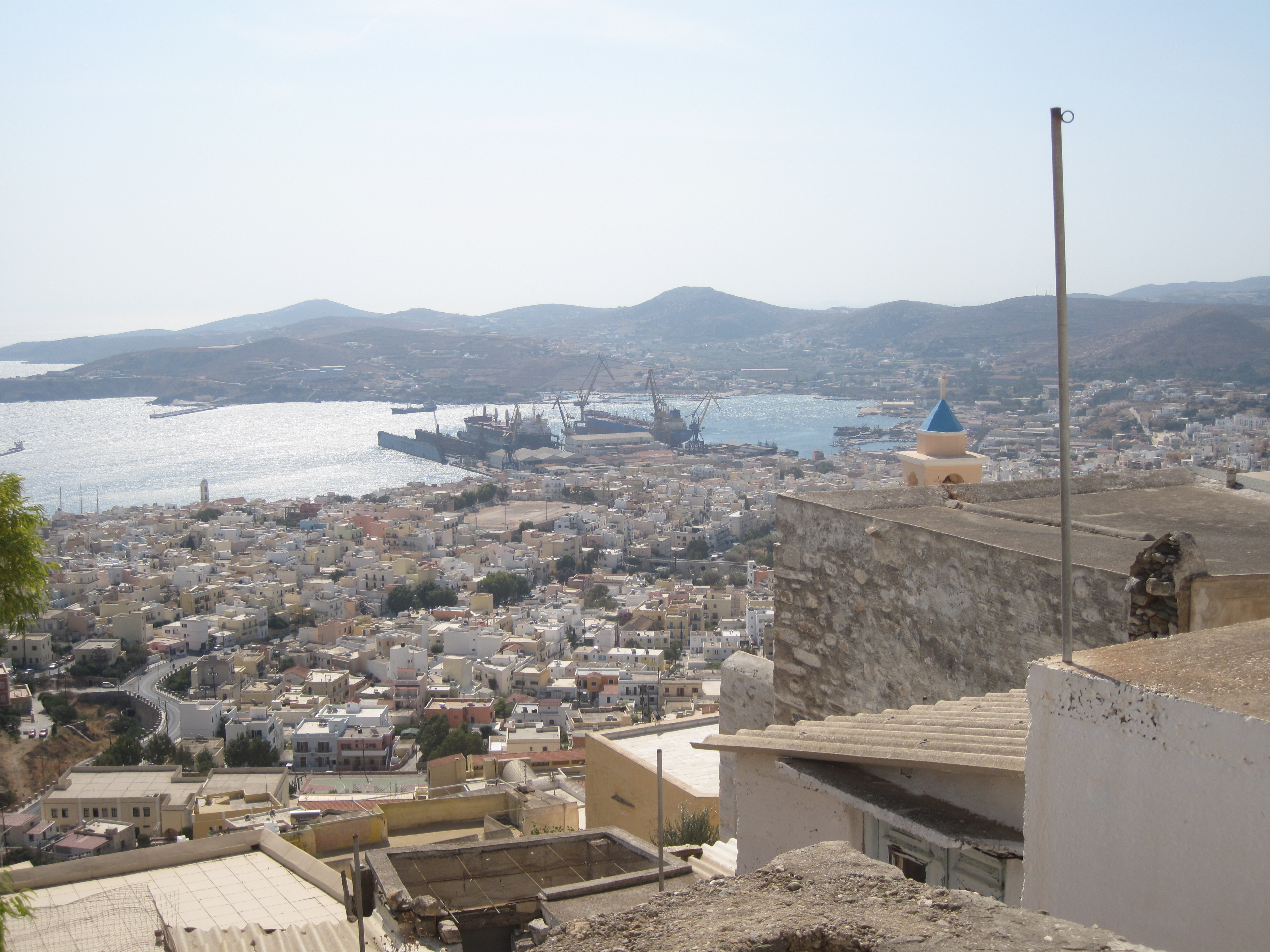
Látkép a kikötővel
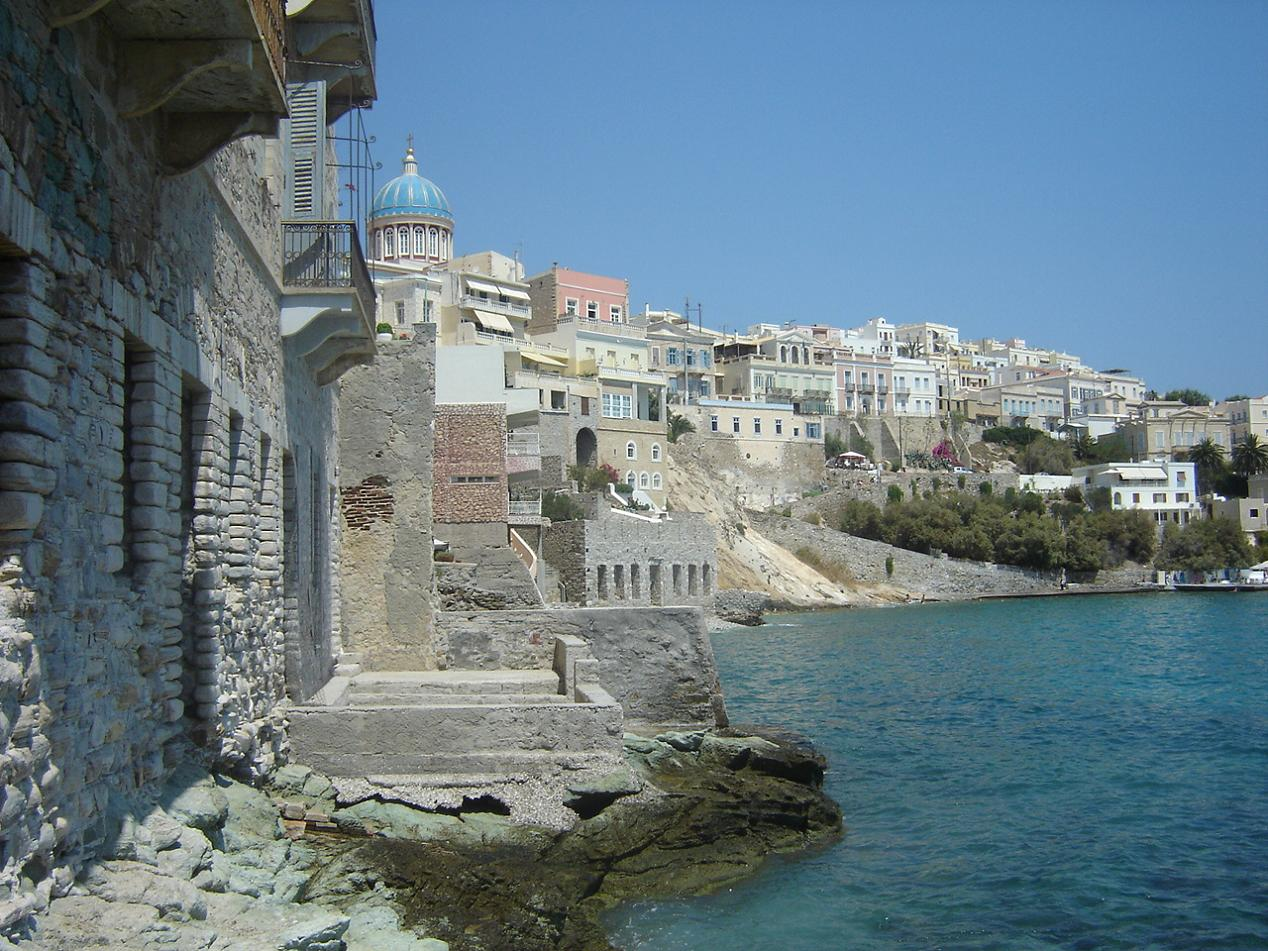
Tengerparti részlet
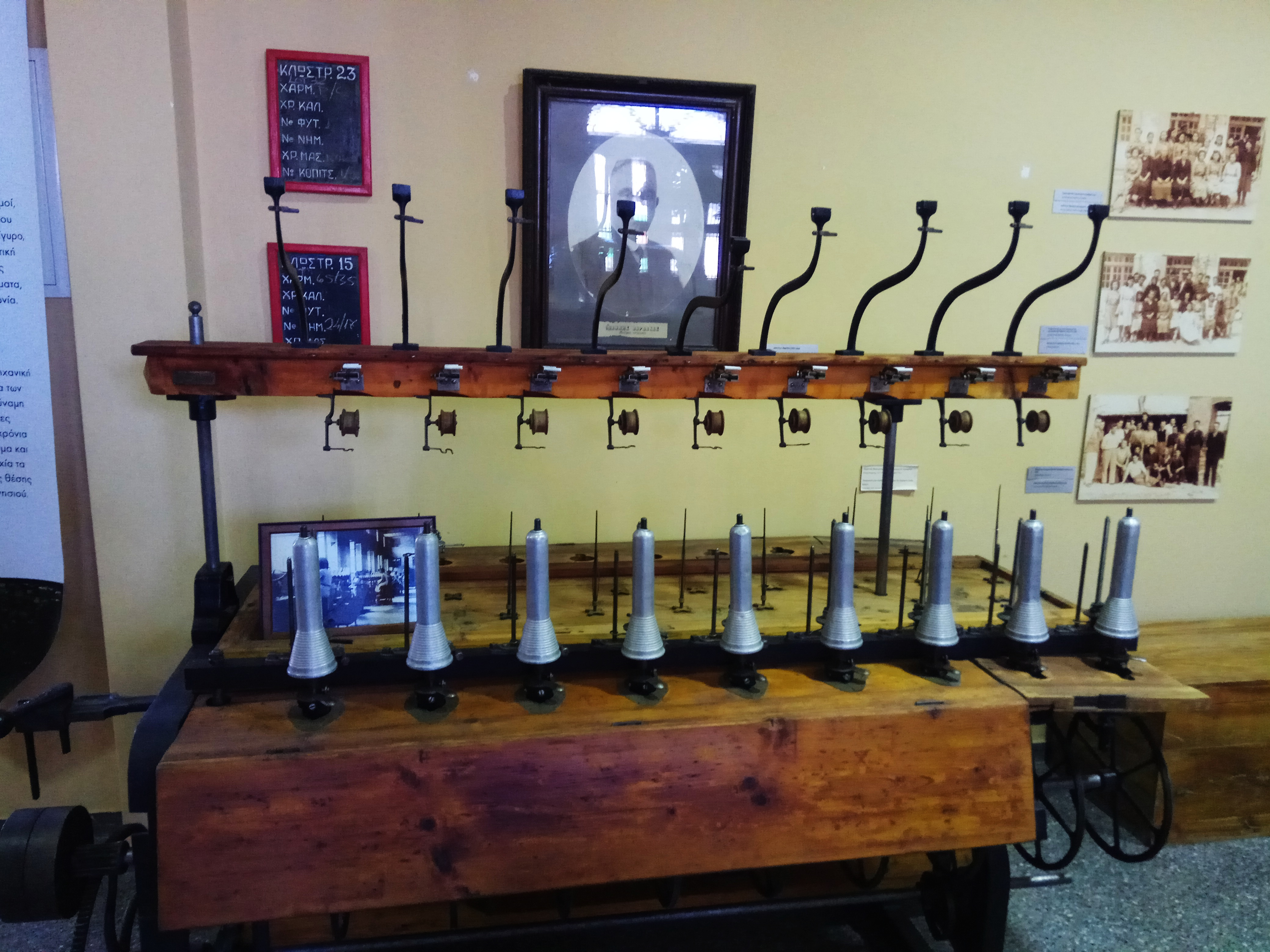
A múzeum kiállításának részlete
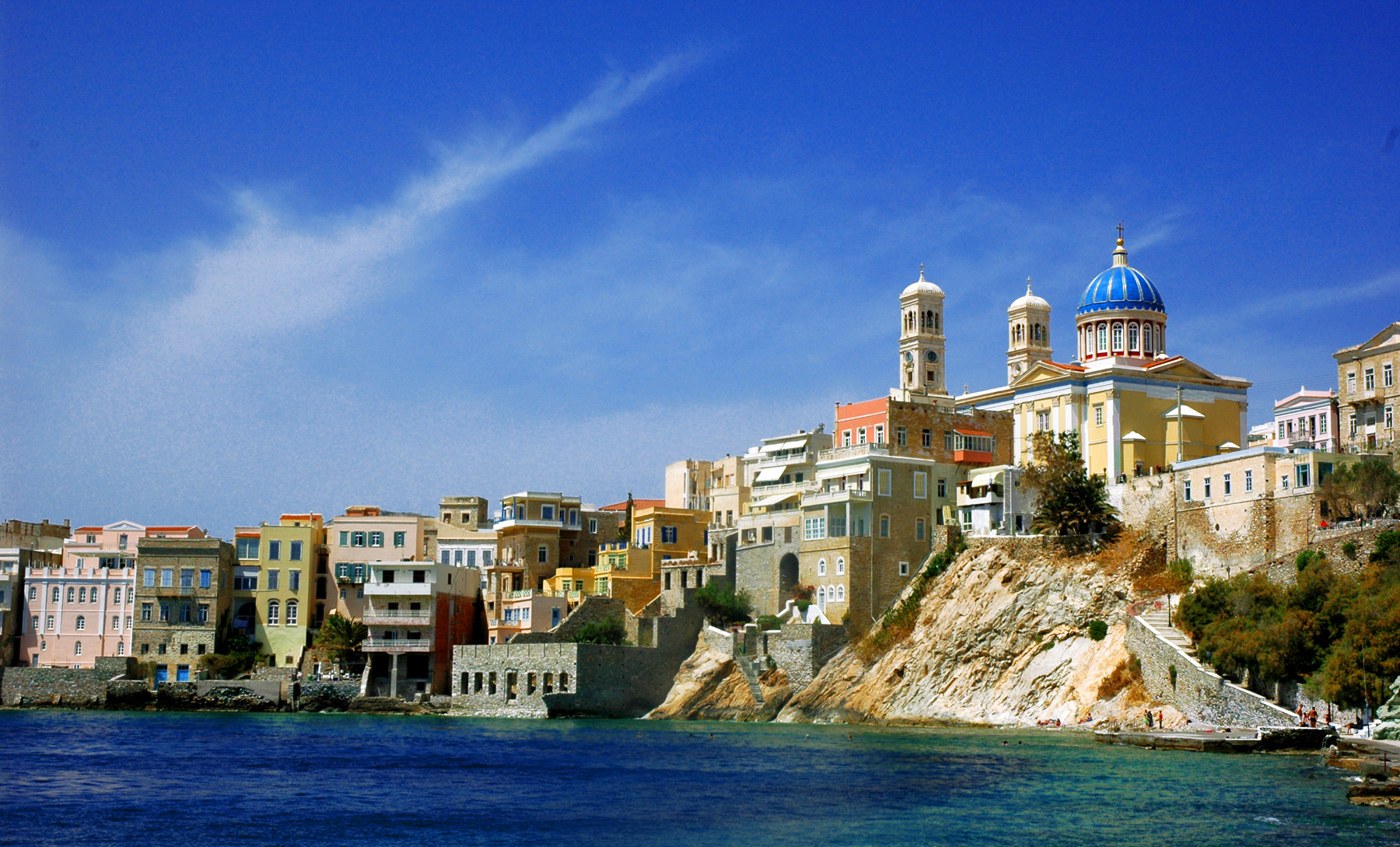
A város látképe
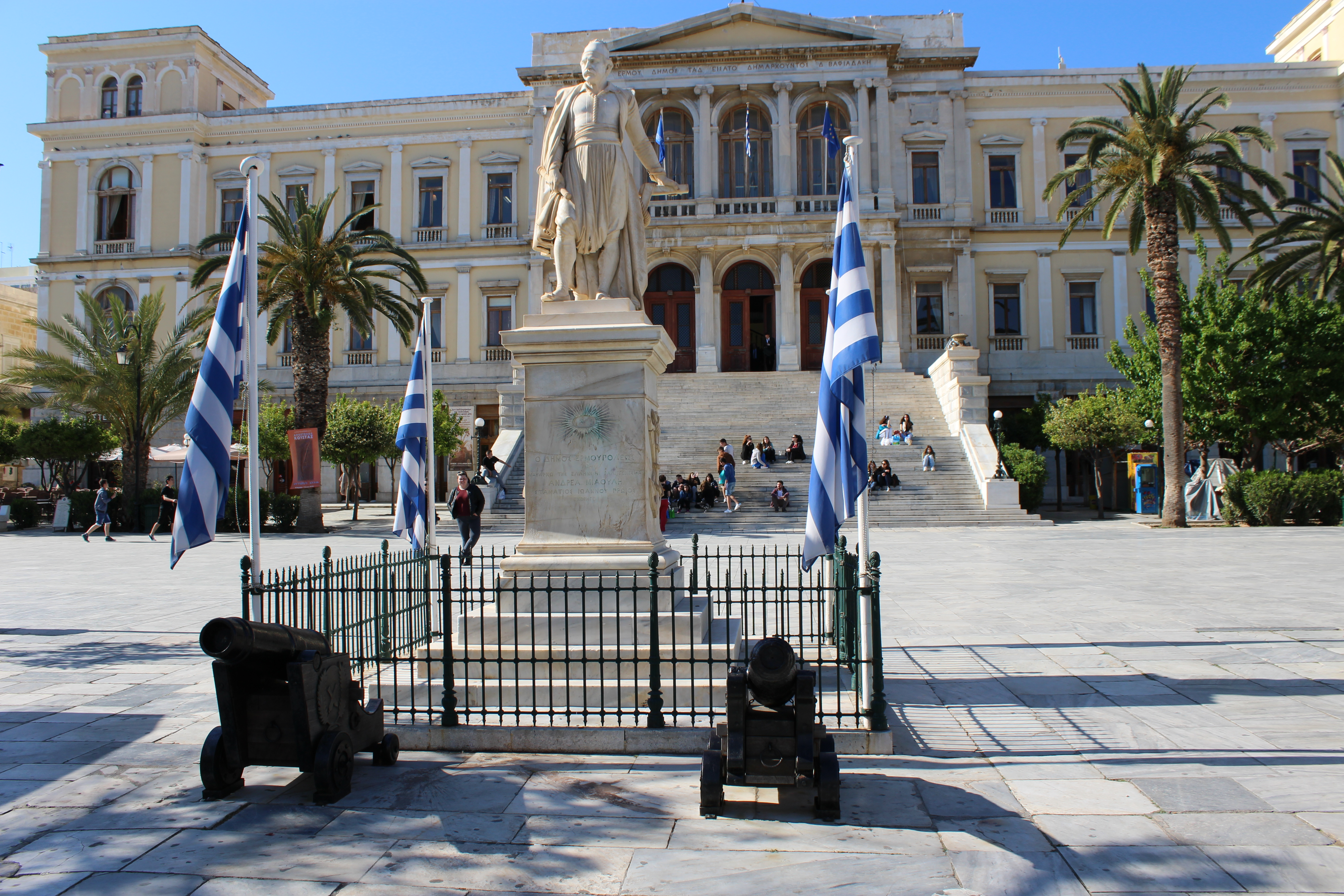
A városközpont részlete
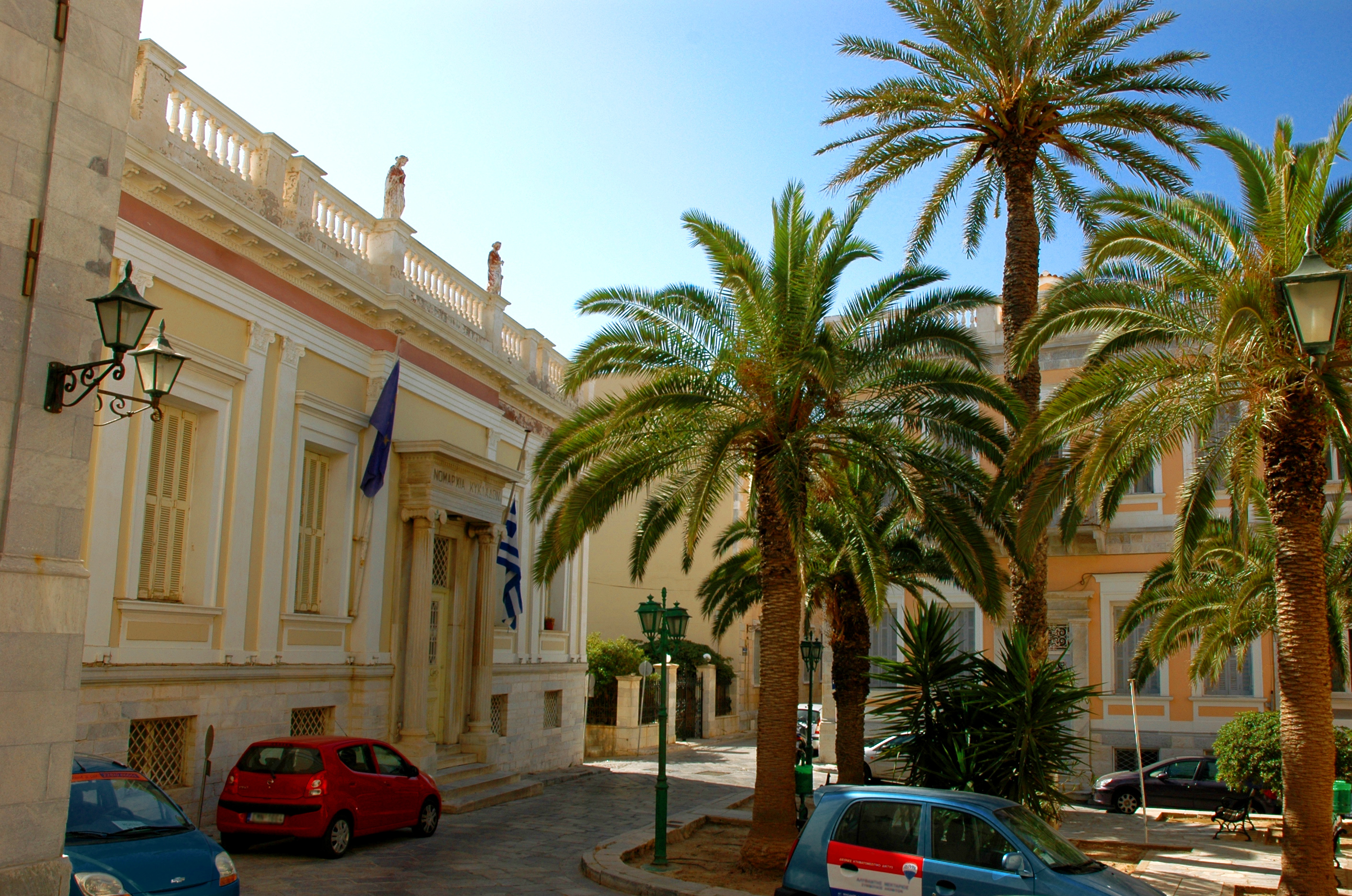
Városrészlet
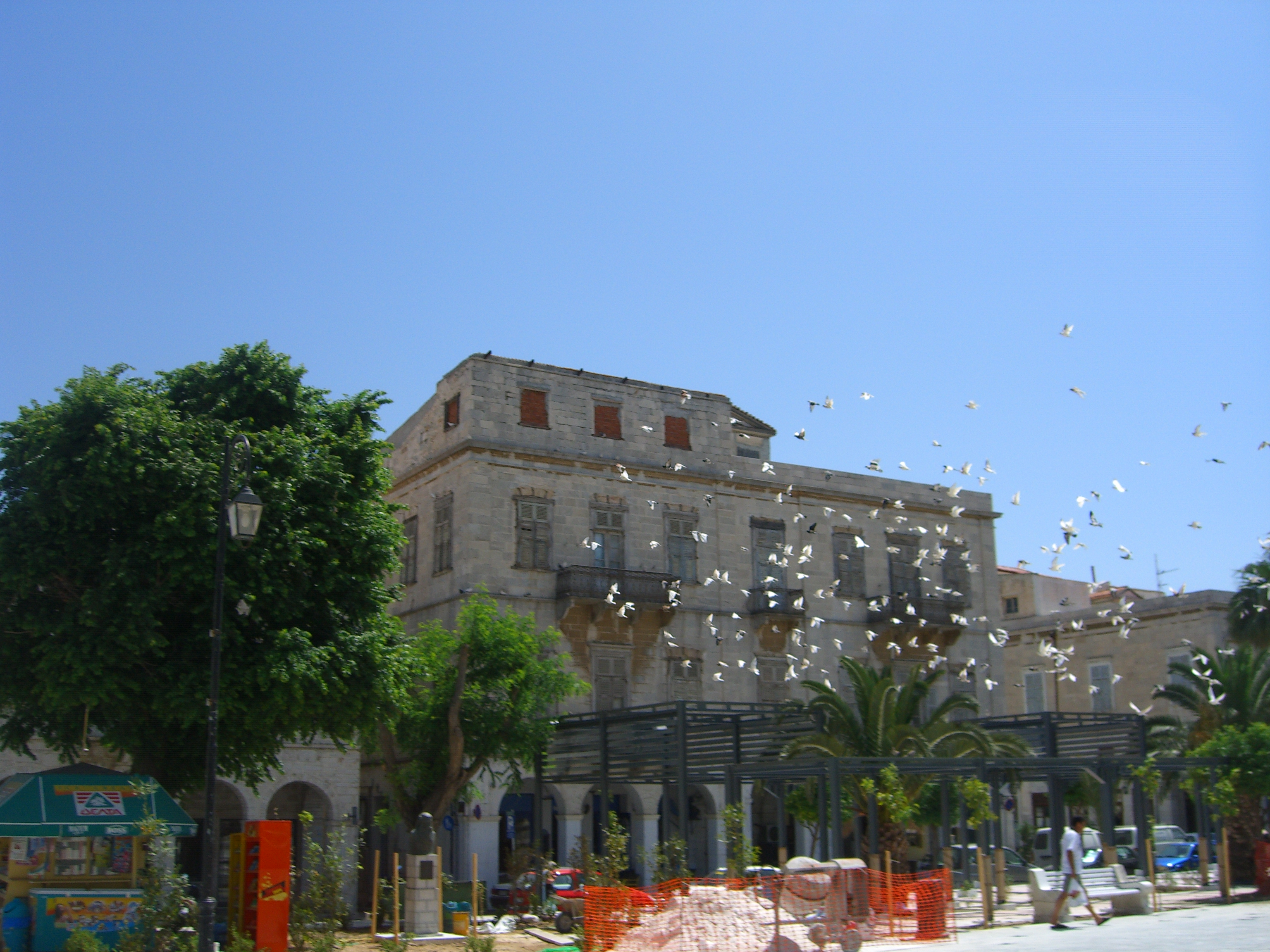
A város egy részlete
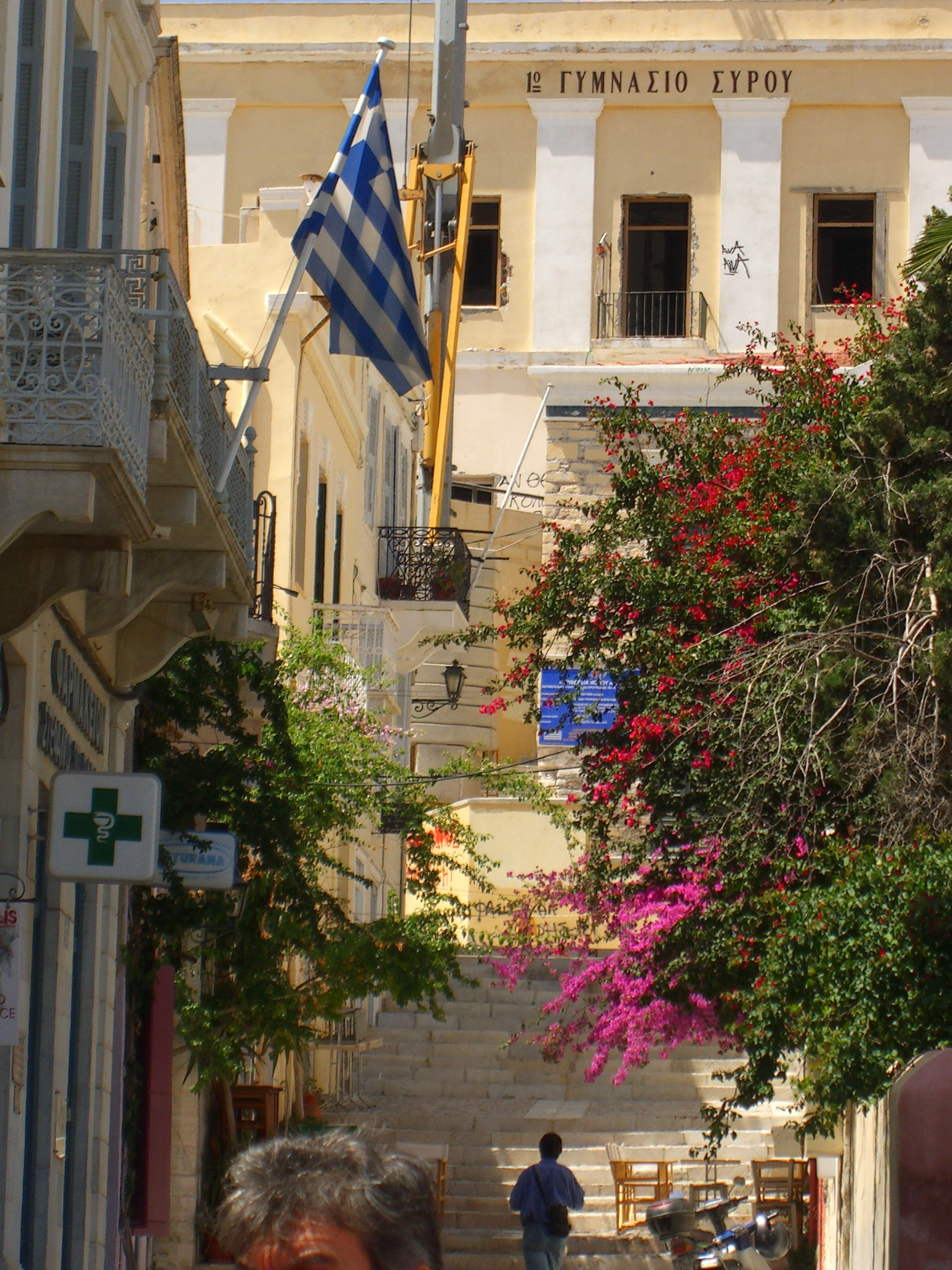
A város egyutcája
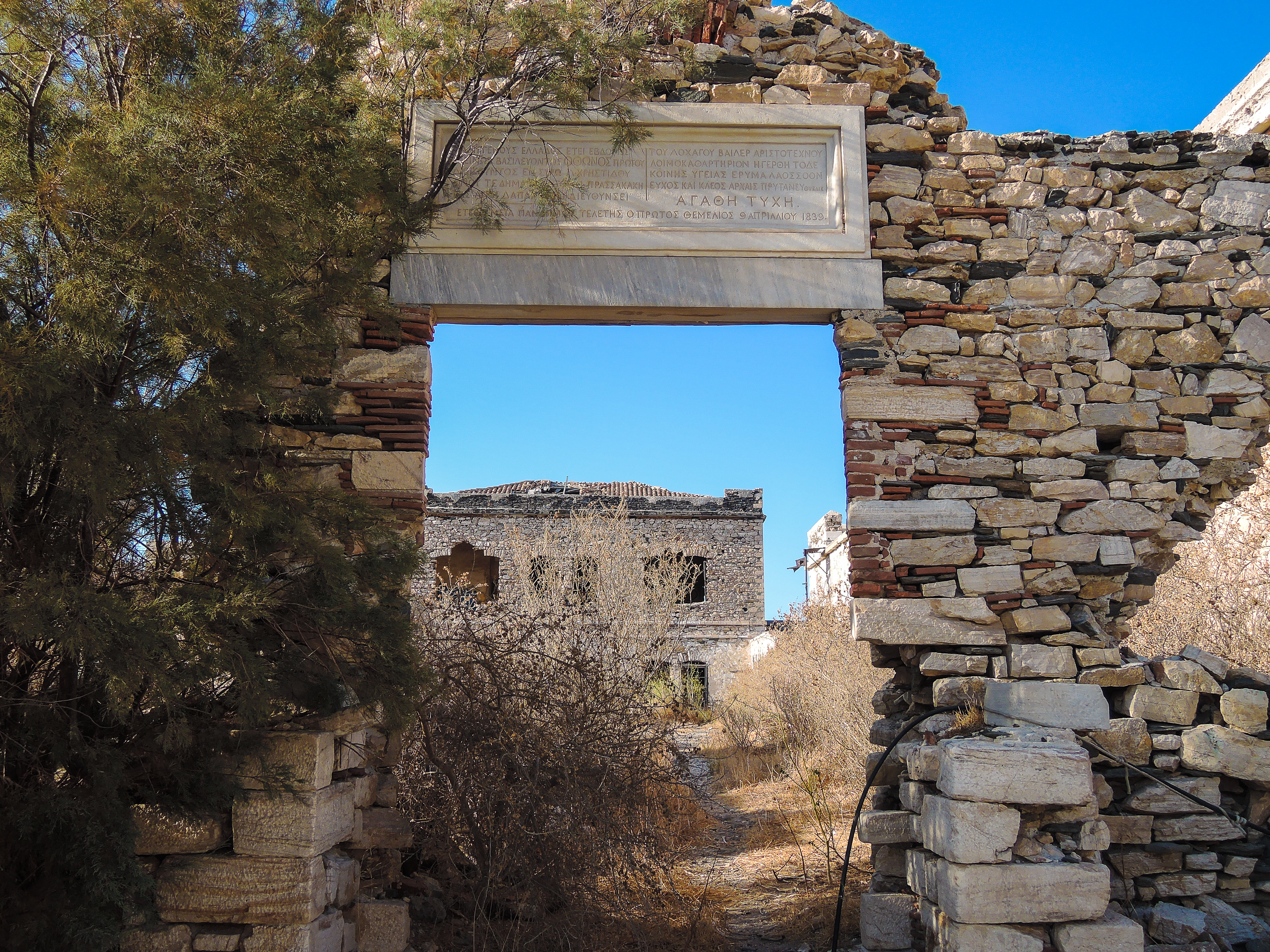
Egy régi épület romjai
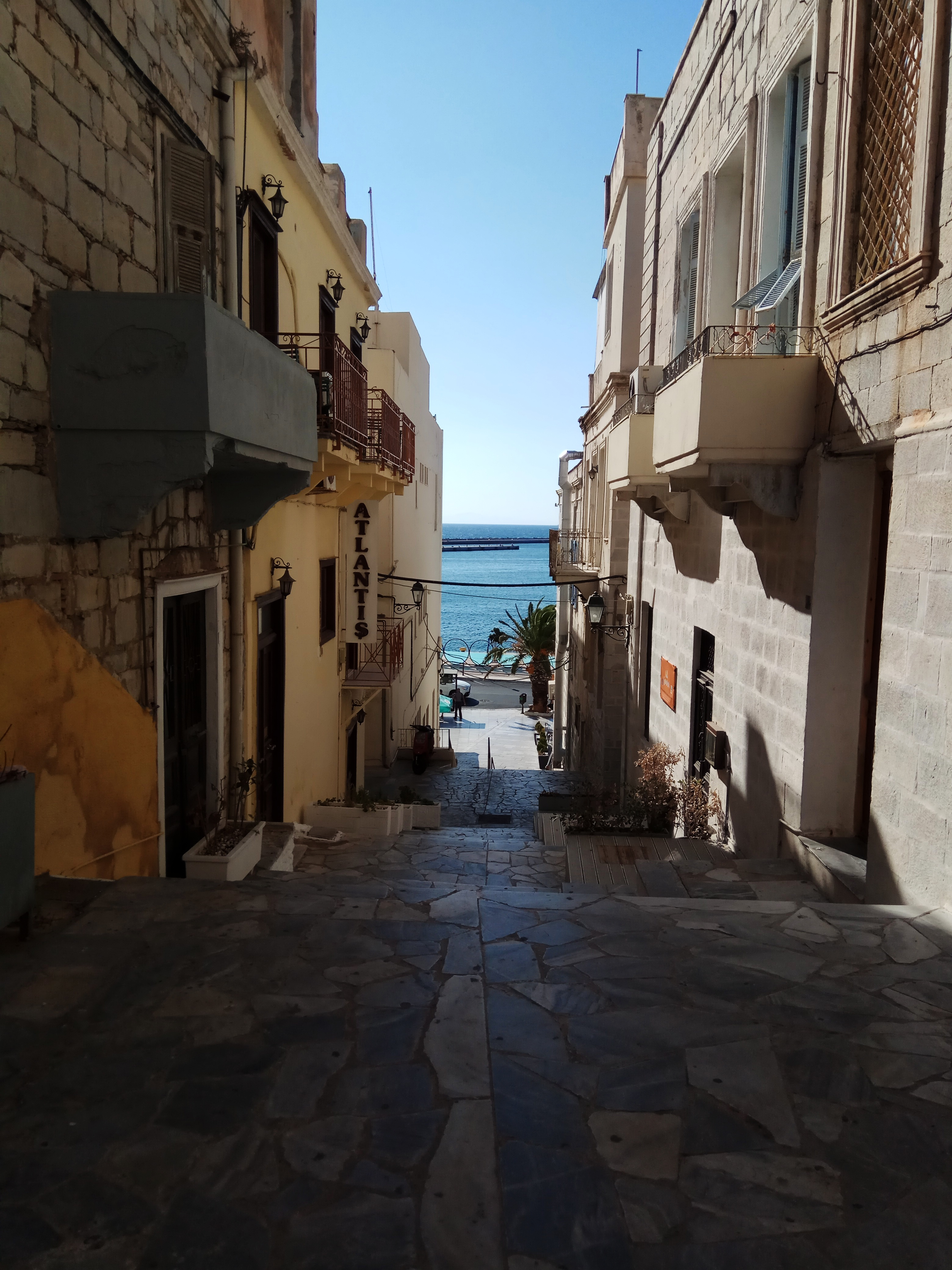
Ermúpoli egy utcája
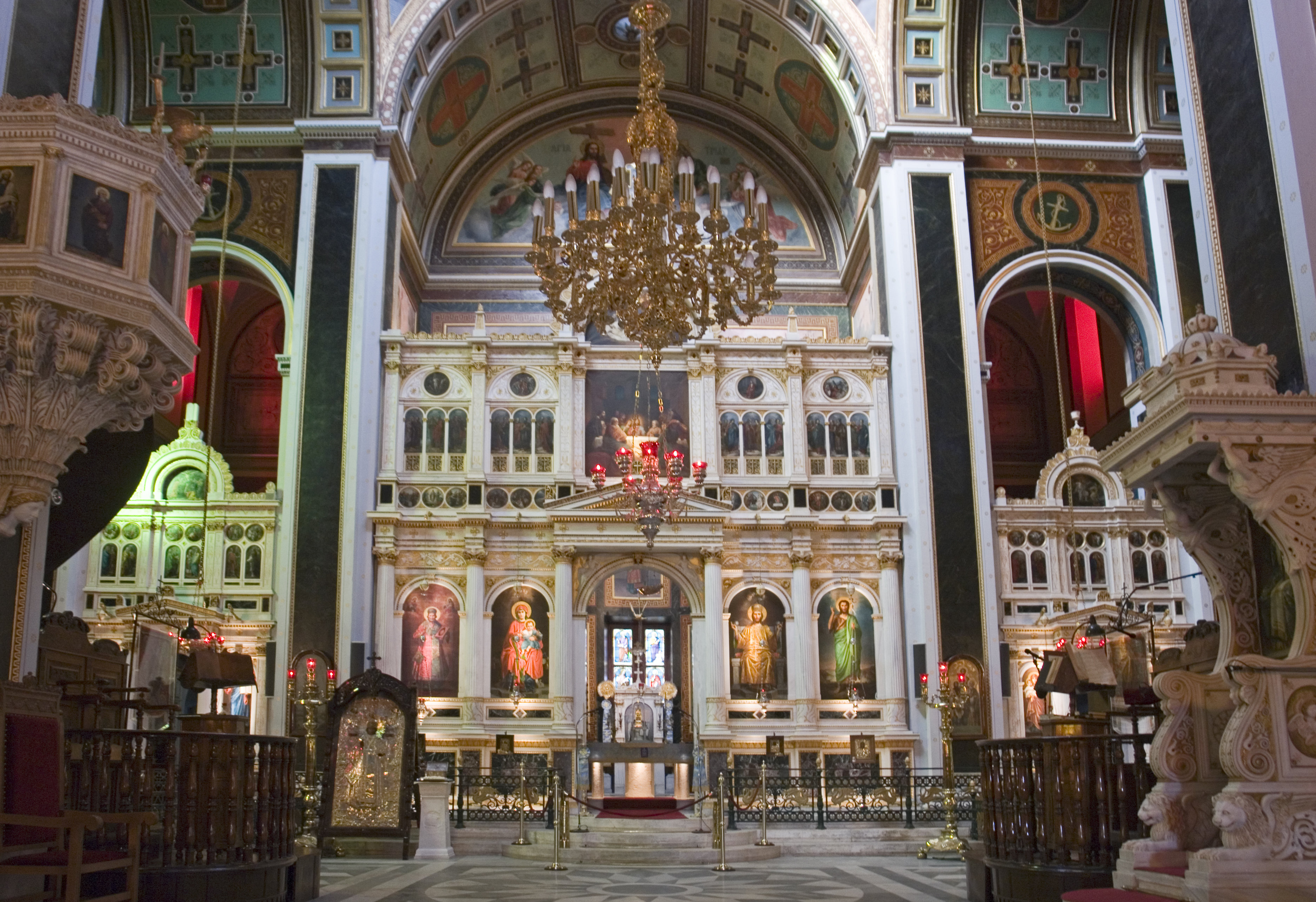
A St. Nikolaus templom belseje
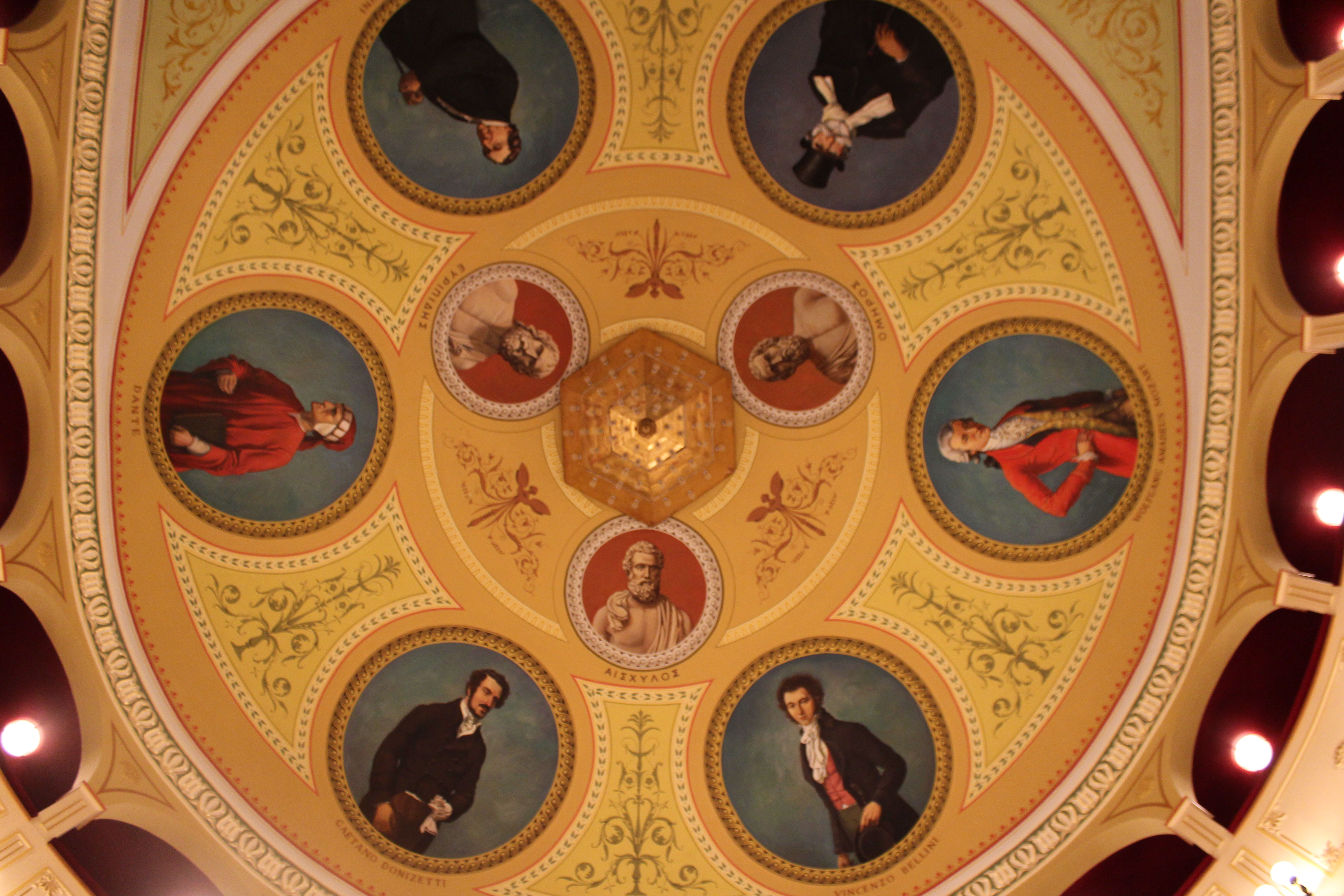
Az Apollon színház mennyezeti képei